# Real Love
«Real Love» es una canción escrita por John Lennon. Lennon realizó seis tomas de la canción en 1979 y 1980 con «Real Life», una canción diferente que se fusionó con «Real Love». La canción fue ignorada hasta 1988, cuando la sexta toma fue utilizada en la banda sonora del documental Imagine: John Lennon.
«Real Love» fue posteriormente reelaborada por los tres miembros restantes de The Beatles (Paul McCartney, George Harrison y Ringo Starr) a finales de 1995, un método también utilizado para otro tema incompleto de Lennon, «Free as a Bird». «Real Love» fue lanzada como sencillo de The Beatles en 1996 en el Reino Unido, Estados Unidos y muchos otros países, fue la canción del álbum de The Beatles Anthology 2 . Fue la última nueva canción acreditada a The Beatles en ser creada y el último sencillo del grupo hasta la publicación de «Now and Then» el 2 de noviembre de 2023. Se convirtió en un Top 40 en los EE. UU.
La canción alcanzó el n.º 4 y n.º 11 en las listas de sencillos del Reino Unido y EE. UU., respectivamente, y fue certificada disco de oro más rápido que otros sencillos del grupo. La canción no fue incluida en la lista de reproducción de la Radio 1 de la British Broadcasting Corporation, lo que provocó críticas de los aficionados y los miembros del Parlamento del Reino Unido.
Después del lanzamiento de «Free as a Bird» y «Real Love», Starr comentó que «grabar nuevas canciones no era nada artificial, se sentía muy natural y era muy divertido, pero a veces también emocional. Pero es el fin del camino, de verdad. No hay más que podamos hacer como The Beatles». Durante el proceso de producción de «Free as a Bird» y «Real Love», los integrantes supervivientes trabajaron también sobre la demo de «Now and Then», pero descartaron convertir este audio en una tercera canción a causa de la baja calidad de sonido que dificultaba la audición de la voz de Lennon. [cita requerida]

## Elaboración

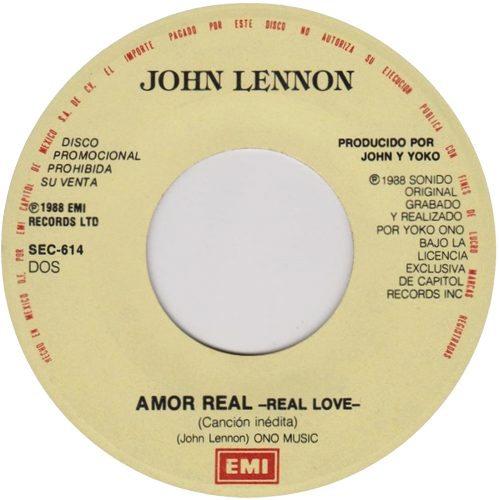
Versión solista de Lennon lanzada en 1988

Según el biógrafo de The Beatles John T. Marck, «Real Love» surgió como parte de una obra teatral inacabada en la que Lennon estaba trabajando en esa época, titulada The Ballad of John and Yoko. La canción fue grabada en 1977 con una grabadora de mano en el piano de su casa. Finalmente, el tema se desarrolló bajo el título de «Real Life», una canción de la que Lennon había grabado al menos seis tomas en 1979 y 1980, y que posteriormente fueron abandonadas. La canción fue finalmente combinada con elementos de otra demo de Lennon, «Baby Make Love To You».
En las posteriores versiones de «Real Life» Lennon alteró porciones de la canción; por ejemplo, «No need to be alone / It's real love / Yes, it's real love» se convirtió en «Why must it be alone / It's real / Well it's real life». Algunas tomas incluían una guitarra acústica mientras que la versión final de The Beatles cuenta con Lennon en el piano. La versión publicada en 1996 reflejan de mejor manera la estructura lírica de las primeras tomas de las demos de la canción.
Lennon ignoró la canción durante algún tiempo y permaneció inédita hasta 1988, cuando la sexta toma de la canción fue utilizada para la banda sonora del documental Imagine: John Lennon. La canción también fue lanzada en el álbum Acoustic en 2004. La demo sólo con Lennon en el piano fue lanzada en 1998 en John Lennon Anthology y luego más tarde, en Working Class Hero: The Definitive Lennon.

## Nueva reunión de The Beatles
Antes del proyecto Anthology, la reunión más cercana que The Beatles habían tenido para trabajar (mientras los cuatro miembros estaban aún con vida) fue en 1973, durante la grabación del álbum Ringo, de Ringo Starr, en la que colaboraron todos los integrantes (tres de ellos—John, George, y Ringo—lo hicieron en la canción «I'm the Greatest»), aunque Lennon y McCartney no trabajaron juntos. No fue hasta 1976, durante la grabación del álbum Ringo's Rotogravure, cuando los cuatro Beatles harían su última contribución, ya fuera tocando algún instrumento o en la composición de canciones (George Harrison contribuyó con una canción, «I'll Still Love You», pero no tocó en el álbum).
La idea de reelaborar algunas de las viejas canciones de Lennon la concibieron, al parecer, el exasistente personal de The Beatles Neil Aspinall y George Harrison, que fueron los primeros en pedirle a la viuda de Lennon Yoko Ono algunas de las viejas grabaciones de Lennon. Posteriormente, en enero de 1994, McCartney fue a Nueva York para la inducción de Lennon en el Salón de la Fama del Rock and Roll; mientras estuvo allí, recibió por lo menos cuatro canciones de Ono. Según Aspinall, eran «dos casetes» de los que se «pudieron haber extraído cinco o seis temas». Ono dijo de la ocasión: «Todo esto estaba arreglado desde antes, yo solo aproveché la ocasión para darle las cintas personalmente a Paul. Yo no separé a The Beatles pero estaba allí en esos momentos, ¿sabes? Estoy en una posición en la que puedo reunirlos de nuevo y no quiero obstaculizar eso. Fue una situación agradable que me ha dado el destino».[cita requerida]
Los miembros restantes del grupo centraron su atención en cuatro temas: «Free as a Bird», «Real Love», «Grow Old With Me», y «Now and Then». De estos, a la mayoría les gustaba «Free as a Bird», y trabajaron duro en ella. McCartney ha declarado: «Ringo estaba muy entusiasmado, George estaba muy entusiasmado, yo estaba muy entusiasmado». Finalmente, la canción se convirtió en el primer sencillo publicado por The Beatles desde 1970. El resto de The Beatles centraron esta vez su atención en «Real Love». El coproductor Jeff Lynne ha afirmado: «Nosotros pensamos: 'Queremos trabajar en «Real Love»', que tenía un completo conjunto de palabras».

## Letra y melodía
De acuerdo a la interpretación del crítico Nicholas K. Bromell, la letra de la canción transmite el mensaje de que «el amor es la respuesta a la soledad» y que «esa conexión es el antídoto a la realidad».
La canción fue acelerada 12% a partir del demo, aparentemente para «efectuar un ritmo rápido», según el musicólogo estadounidense Allan W. Pollack. La melodía es casi completamente pentatónica, y comprende principalmente las notas E, F♯, G♯, B y C♯. El estribillo es más alto que el verso; mientras que el verso cubre una octava completa, el estribillo, en su punto máximo, es un quinto más alto.
La introducción instrumental tiene cuatro medidas de largo, y el verso y el estribillo son de ocho medidas. La introducción se produce en E menor paralelo, con el ataque principal de la canción en E mayor. Hay varias otras ocasiones en las que Lennon se mueve a un acorde de paralelo menor, por ejemplo. en el coro donde la progresión se mueve de un acorde tónico principal (I) a un acorde subdominante menor (iv). El paso a la armonía menor ocurre en las palabras «alone» y «afraid»: esta combinación de letras y armonía en el mismo punto es un dispositivo común de los Beatles y ayuda a dar a la canción una sensación de nostalgia. La conclusión comprende en gran parte la última mitad del estribillo repetido siete veces, desapareciendo lentamente.

## Lista de canciones
Aparte de editarse en disco sencillo de vinilo con «Baby's in Black» ocupando la cara B del mismo, «Real Love» también se publicó en disco compacto junto a tres versiones de temas inéditos en el doble recopilatorio Anthology 2.
Contenido del sencillo

Todas las canciones escritas y compuestas por John Lennon y Paul McCartney, excepto donde está indicado. 
| N.º   | Título                       | Duración |  |
| 1.    | «Real Love» (John Lennon)    | 3:55     |  |
| 2.    | «Baby's in Black»            | 3:03     |  |
| 3.    | «Yellow Submarine»           | 2:48     |  |
| 4.    | «Here, There and Everywhere» | 2:23     |  |
| 12:09 |                              |          |  |

### Contexto de las canciones
| Título                       | Anotación |
| ---------------------------- | --- |
| «Real Love»                  | Demo grabada por John Lennon en Nueva York cerca de 1979, y completada por Paul McCartney, George Harrison y Ringo Starr en el condado de Sussex, Inglaterra, en febrero de 1995 |
| «Baby's in Black»            | Grabación en vivo por Capitol cuando los Beatles dieron dos conciertos el 29 y 30 de agosto de 1965 en el Hollywood Bowl de Los Ángeles. La introducción es de la primera noche, mientras que la música proviene de la segunda noche de actuación                                                                                           |
| «Yellow Submarine»           | Nueva mezcla del máster de «Yellow Submarine» (grabado el 26 de mayo y 1 de junio de 1966 en los EMI Studios de Londres), poniendo énfasis en lo variado de sus efectos sonoros, e incluyendo una inédita nueva introducción en el tema basado en una recitación de Ringo Starr acompañado de unos efectos sonoros de una marcha de desfile |
| «Here, There and Everywhere» | Sobre unas grabaciones hechas el 16 de junio de 1966 en los EMI Studios de Londres, se trata de la combinación de la toma 7 (la pista principal con la voz conductora de Paul McCartney) y —sobrepuesto cerca del final— una remezcla de 1995 de las armonías sobregrabadas a la toma 13 de la canción                                      |

## Créditos
- John Lennon: voz principal, piano (Steinway Grand).
- Paul McCartney: bajo (Wal Mk2 5-String Bass), guitarra acústica (Epiphone Texan), piano (Steimway Vertegrand) clavecín, armonio (Mannborg Harmonium), coros.
- George Harrison: guitarra acústica (Gibson SJ-200), guitarra eléctrica (Fender Stratocaster American Special HSS), coros.
- Ringo Starr: batería (Ludwig), pandereta, coros.
- Jeff Lynne: guitarra eléctrica (Fender Stratocaster American Special HSS), coros.

## Posición en las listas
| "Real Love"     | "Real Love"       | "Real Love"      | "Real Love"  |
| País            | Posición más alta | Semanas en lista | Ventas       |
| Norteamérica    | Norteamérica      | Norteamérica     | Norteamérica |
| --------------- | ----------------- | ---------------- | ------------ |
| Estados Unidos  | 11                | 7                |              |
| Europa          |                   |                  |              |
| Reino Unido     | 4                 | 7                | + 50.000     |
| Finlandia       | 4                 | 3                |              |
| Suecia          | 20                | 2                |              |
| Países Bajos    | 20                | 3                |              |
| Suiza           | 26                | 4                |              |
| Francia         | 36                | 1                |              |
| Asia y Pacífico |                   |                  |              |
| Australia       | 6                 | 6                |              |